# Кирпонос, Михаил Петрович

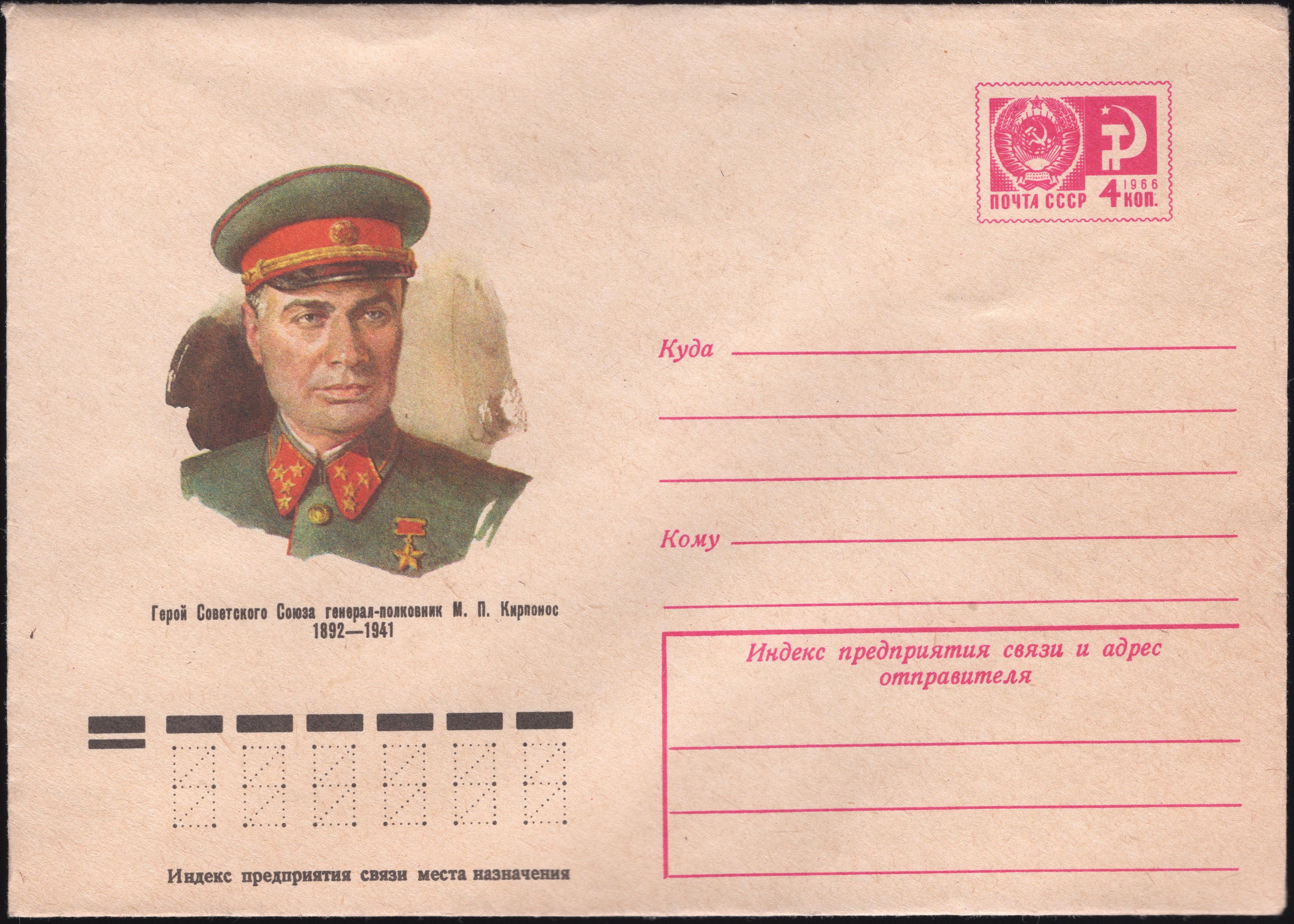
Почтовый конверт СССР, 1975 год

Михаи́л Петро́вич Кирпоно́с (31 декабря 1891 [12 января 1892], местечко Вертиевка, Черниговская губерния, Российская империя — 20 сентября 1941, урочище Шумейково, Полтавская область, УССР, СССР) — советский военачальник, генерал-полковник (22 февраля 1941 года), Герой Советского Союза (21 марта 1940 года).

## Биография
Михаил Петрович Кирпонос родился 30 декабря 1891 (по н. ст. 12 января 1892) года в местечке Вертиевка Нежинского уезда Черниговской губернии в бедной украинской крестьянской семье.
Год учился в церковно-приходской школе (окончил в 1903 году), затем три года — в земской школе, но дальнейшее образование пришлось прекратить ввиду недостатка средств у родителей. В 1907 году принял участие в крестьянских волнениях в селе Вертиевка, за что был на короткое время арестован.
С 1909 года Кирпонос работал сторожем и лесником в лесничествах Черниговской губернии.

### Военная служба

#### Первая мировая и гражданская войны
В сентябре 1915 года был призван в Русскую императорскую армию. После окончания в 1915 году инструкторских курсов при Ораниенбаумской офицерской стрелковой школе служил в 216-м запасном пехотном полку в городе Козлов (ныне Мичуринск, Тамбовская область).
В 1917 году окончил военно-фельдшерскую школу. С августа того же года принимал участие в военных действиях Первой мировой войны на Румынском фронте ротным фельдшером 258-го Ольгопольского пехотного полка, тогда же был избран на должность председателя солдатского полкового комитета, в ноябре — на должность председателя солдатского совета 26-го армейского корпуса.
В январе 1918 года за организацию братания на фронте с австро-венгерскими солдатами унтер-офицер Кирпонос был арестован командованием, а в феврале — демобилизован.
В феврале 1918 года вступил в ряды РСДРП(б).
В марте на своей родине организовал повстанческий отряд, сражавшийся с немецкими и австрийскими войсками, а также с гайдамаками. С мая по август 1918 отряд принимал участие в восстании против войск оккупантов, а с его подавлением с боями отошёл на территорию Советской России.
В августе вступил в Красную армию и уже с сентября командовал ротой, а с декабря — батальоном 1-й Советской Украинской стрелковой дивизии под командованием Н. А. Щорса. Вскоре стал начальником штаба, помощником командира и командиром 22-го Украинского стрелкового полка 44-й стрелковой дивизии. Полк успешно воевал против белогвардейцев за Житомир, Бердичев и Киев. Реввоенсовет республики наградил Кирпоноса маузером с заводским номером 53505.
В июле 1919 года был назначен на должность помощника начальника дивизионной школы красных командиров («червоных старшин») 44-й стрелковой дивизии в Житомире и Глухове, в мае 1920 года — на должность помощника начальника хозяйственной команды во 2-й Киевской школе червоных старшин, в июне 1921 года — на должность начальника хозяйственной части, а в июле 1921 года — на должность помощника комиссара школы. В 1922 году окончил экстерном эту школу.

#### Межвоенное время
С октября 1922 по сентябрь 1923 года работал на должности помощника начальника по политической части Харьковской школы красных командиров (червонных старшин), после чего уехал в Москву на учёбу, где в 1927 году окончил Военную академию РККА имени М. В. Фрунзе, после чего был назначен на должность командира батальона в 130-й Богунский стрелковый полк.
В декабре 1928 года был назначен на должность помощника начальника и начальника учебной части Военной школы червоных старшин имени ВЦИК в Харькове, в апреле 1929 года — на должность помощника, а в январе 1931 года — на должность начальника штаба 51-й Перекопской стрелковой дивизии.
В марте 1934 года стал начальником и военкомом Татаро-башкирской объединённой военной школы имени ЦИК Татарской АССР, переименованной вскоре в Казанское пехотное училище имени Верховного Совета Татарской АССР.
По собственному признанию в автобиографии 1938 года, активно принимал участие в разоблачении врагов народа и борьбе с оппозицией. Всегда придерживался генеральной линии партии.

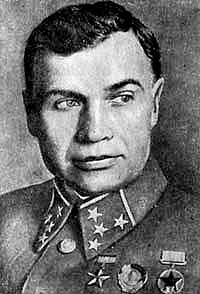

Принимал участие в советско-финляндской войне. В декабре 1939 года был назначен на должность командира 70-й стрелковой дивизии (7-я армия). В начале марта 1940 года дивизия в течение 6 дней совершила обход Выборгского укреплённого района по льду Финского залива и выбила финнов из укреплений на северном берегу Выборгского залива, перерезав дорогу Выборг — Хельсинки. Вскоре дивизия отразила несколько контратак противника, потеснив его и создав угрозу с тыла его силам в Выборге, что во многом обеспечило быстрый успех других частей в ходе штурма Выборга.
Указом Президиума Верховного Совета СССР от 21 марта 1940 года за умелое командование дивизией и проявленный в боях героизм Михаилу Петровичу Кирпоносу присвоено звание Героя Советского Союза с вручением ордена Ленина и медали «Золотая Звезда».
В апреле 1940 года был назначен на должность командира 49-го стрелкового корпуса, а в июне того же года — на должность командующего войсками Ленинградского военного округа.
14 января 1941 года назначен на должность командующего Киевским Особым военным округом.
Михаил Петрович Кирпонос, по оценкам начальника штаба Максима Пуркаева и члена военного совета Михаила Бурмистенко, был неутомим, деятелен, вникал во все детали управления войсками, чувствуя, что война надвигается.
Как на многих высокопоставленных военных, на Кирпоноса органы НКВД СССР также активно искали доказательства антисоветской деятельности. Резюмируя итог этой работы, 16 июля 1941 года начальник 3-го управления НКО СССР майор государственной безопасности А. Н. Михеев направил на имя Г. М. Маленкова справку с целым рядом обвинений в адрес Кирпоноса: бывший троцкист, тесные связи с контрреволюционными элементами (в том числе с Н. Г. Крапивянским), а жена его была «польской националисткой» и подозревалась в шпионаже.

#### Великая Отечественная война
С началом Великой Отечественной войны Киевский Особый военный округ был преобразован в Юго-Западный фронт, и генерал-полковник М. П. Кирпонос был назначен на должность командующего фронтом. Семья была эвакуирована в Саратов.
Войска фронта вели тяжёлые оборонительные бои на Правобережной Украине. Оборонительные действия на важных рубежах и направлениях сочетались с контрударами. Около двух месяцев фронт оборонял Киевский укреплённый район. В этих сражениях как командующий фронтом сумел обеспечить управление своими войсками и организационную сплочённость штаба фронта даже в условиях владения противником стратегической инициативой и своих тяжёлых потерь. Но, несмотря на прекрасные человеческие качества, образование и боевой опыт, он не соответствовал должности командующего фронтом, так как не имел никакой практики в области оперативного искусства, «в своих действиях он часто менял решения, чем ставил войска в затруднительное положение».
Несмотря на оперативный успех немцев под Уманью, фронт сохранил боеспособность и продолжил с боями отступать к Днепру. Войска фронта успели занять позиции Киевского укрепрайона и, опираясь на них — приостановить немецкие наступление на Киев. По воспоминаниям генерал-полковника И. С. Глебова, в начале сентября, в ходе Киевской операции, вопреки тому, что начштаба Тупиков настаивал на немедленном отводе войск из Киева, о чём сообщил Сталину, в ходе телефонного разговора Сталина с Кирпоносом тот заявил, что Тупиков паникер и что Киев они отстоят. В итоге решение об отступлении из оперативного мешка вокруг Киева не было принято Ставкой. Не имевший резервов фронт не остановил наступление передислоцированной с Московского на южное направление 2-й танковой группы Гудериана. К 14 сентября в окружение попали 5-я, 21-я, 26-я и 37-я армии. Расчленённые на отряды и группы части фронта совершали манёвры, выходя из окружения на промежуточные и тыловые оборонительные рубежи, где вели напряжённые бои против превосходящих сил противника, однако десятки тысяч бойцов и командиров погибли в окружении.
20 сентября 1941 года сводная колонна штабов Юго-Западного фронта и 5-й армии подошла к хутору Дрюковщина, находящемся в 15 км юго-западнее Лохвицы, где была атакована главными силами немецкой 3-й танковой дивизии. Потеряв несколько орудий и бронемашин, остатки колонны отошли в рощу Шумейково. В плен попал командующий артиллерией 5-й армии генерал-майор Сотенский вместе со всем своим штабом. В группе оставалось не более тысячи человек, из них около 800 командиров, в том числе командующий фронтом Кирпонос, члены Военного совета Бурмистенко, Рыков, начальник штаба Тупиков, генералы управления фронта Добыкин, Данилов, Панюхов, командующий 5-й армией Потапов, члены Военного совета армии Никишев, Кальченко, начальник штаба армии Писаревский, комиссар госбезопасности 3-го ранга Михеев. Транспорт и люди рассредоточились по кромке пересекавшего рощу оврага, бронемашины заняли позиции по опушке. Противник атаковал рощу с трёх сторон. Вначале они ворвались на восточную опушку. В рукопашной схватке участвовали все — от солдата до командующего фронтом. В бою он был ранен в ногу (перебита берцовая кость), а через несколько часов погиб от попадания осколка в голову. Был захоронен неподалёку в роще.
В декабре 1943 года останки генерал-полковника Михаила Петровича Кирпоноса были с воинскими почестями перезахоронены в Киеве в Ботаническом саду имени А. В. Фомина. В 1957 году его прах был перенесён в создаваемый Парк Вечной Славы.

## Семья
В 1911 году Кирпонос женился на Олимпиаде Васильевне Поляковой, дочери шорника родом из Курской губернии. Развёлся с ней в 1919 году; после развода дочери — Екатерина и Антонина (ум. в 1932) воспитывались у него. В том же году женился во второй раз на Софье Александровне Пиотровской (1899—1960). Многие её родственники были репрессированы в 1930-е годы, однако Кирпонос с ней не развёлся. Во втором браке родились три дочери: Елена (1920—2010), Нина (1922—1985) и Евгения (1923—2006). После войны семья жила в Москве в доме на Ленинградском проспекте, 75.

## Отзывы
К. С. Москаленко

Он был храбрым в военном отношении человеком и проявил себя храбрым и волевым командиром… храбрый, мужественный генерал погиб в дни тяжёлых испытаний, оставив по себе добрую и светлую память в сердцах тех, кто знал его…
К. К. Рокоссовский

Меня крайне удивила его резко бросающаяся в глаза растерянность… Создавалось впечатление, что он или не знает обстановки, или не хочет её знать. В эти минуты я окончательно пришёл к выводу, что не по плечу этому человеку столь объёмные, сложные и ответственные обязанности, и горе войскам, ему вверенным.
Н. К. Попель

Безупречно смелый и решительный человек, он ещё не созрел для такого поста. Об этом мы не раз говорили спокойно, не усматривая здесь в мирное время большой беды, забывая, что приграничный округ с началом боевых действий развернётся во фронт…
М. А. Пуркаев

«В общем, наш новый командующий человек незаурядный».
Гальдер, Франц
Из дневника:
26 июня 1941 года. 5-й день войны
Группа армий «Юг» медленно продвигается вперед, к сожалению неся значительные потери. У противника, действующего против группы армий «Юг», отмечается твердое и энергичное руководство. 

## Воинские звания
- комбриг — 26 октября 1935 года[16].
- комдив — 4 ноября 1939 года

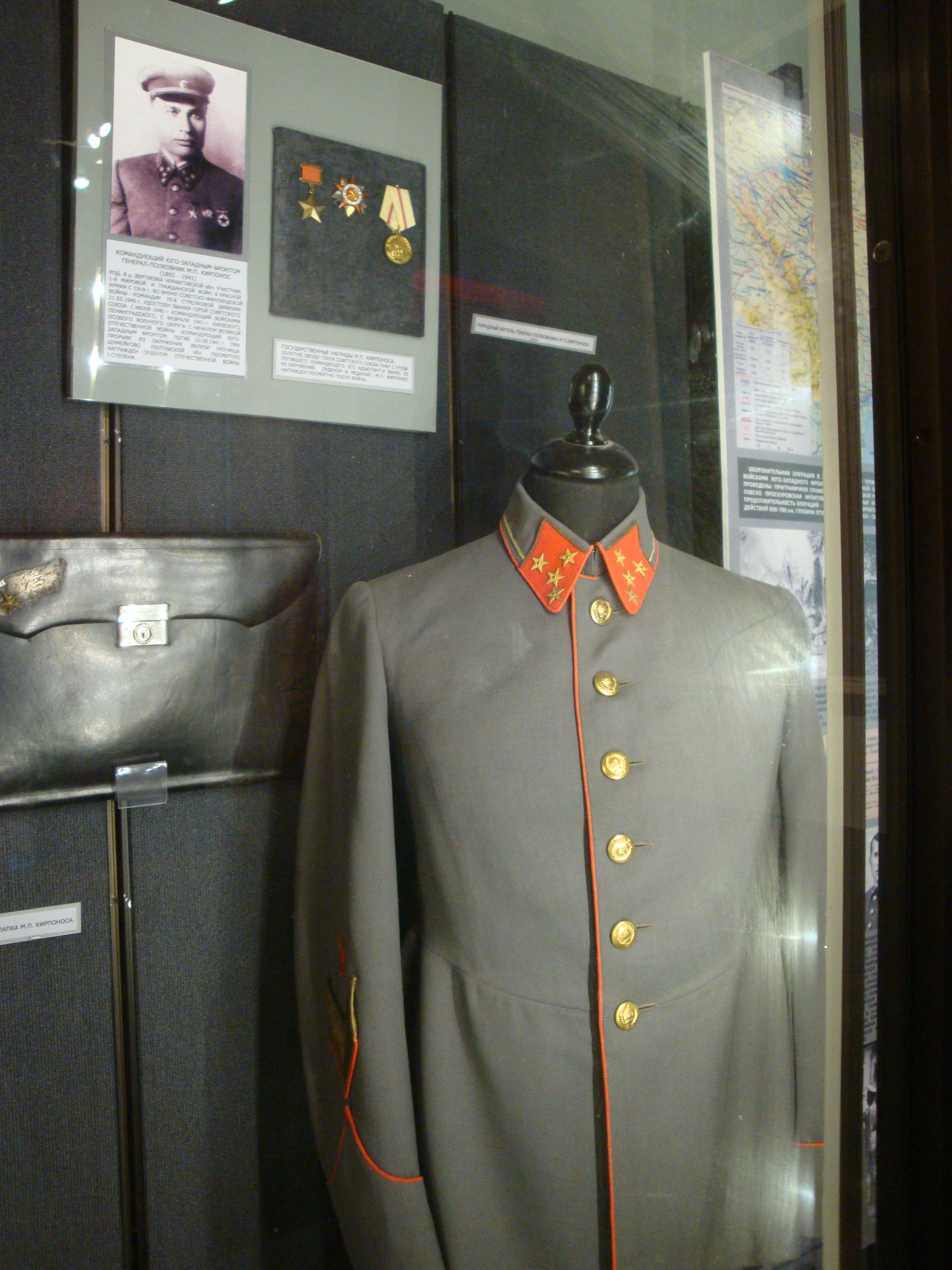
Мундир М. П. Кирпоноса и его награды в Центральном музее Вооружённых Сил в Москве

- генерал-лейтенант — 4 июня 1940 года
- генерал-полковник — 22 февраля 1941 года

## Награды
- Герой Советского Союза (21.03.1940) (медаль «Золотая Звезда» № 91)
- Орден Ленина (21.03.1940)
- Орден Отечественной войны I степени (6.05.1965, посмертно)
- Медаль «За оборону Киева» (1963, посмертно)
- Медаль «XX лет Рабоче-Крестьянской Красной Армии» (22.02.1938)
- именное оружие (маузер) от Реввоенсовета Республики

## Память
- В Киеве и Чернигове установлены памятники генерал-полковнику Кирпоносу.
- В Киеве, Чернигове и Лохвице в честь Кирпоноса названы улицы.
- В родном селе генерала в Вертиевке есть музей М. П. Кирпоноса. На фасаде здании школы, где М. П. Кирпонос учился, расположена памятная доска.
- В Казанском высшем военном командном училище 06.05.2016 открыта мемориальная доска генерал-полковника Кирпоноса М. П., так же в городе есть улица, носящая название генерал-полковника.[17]
- В Киеве есть школа № 163 имени М. П. Кирпоноса

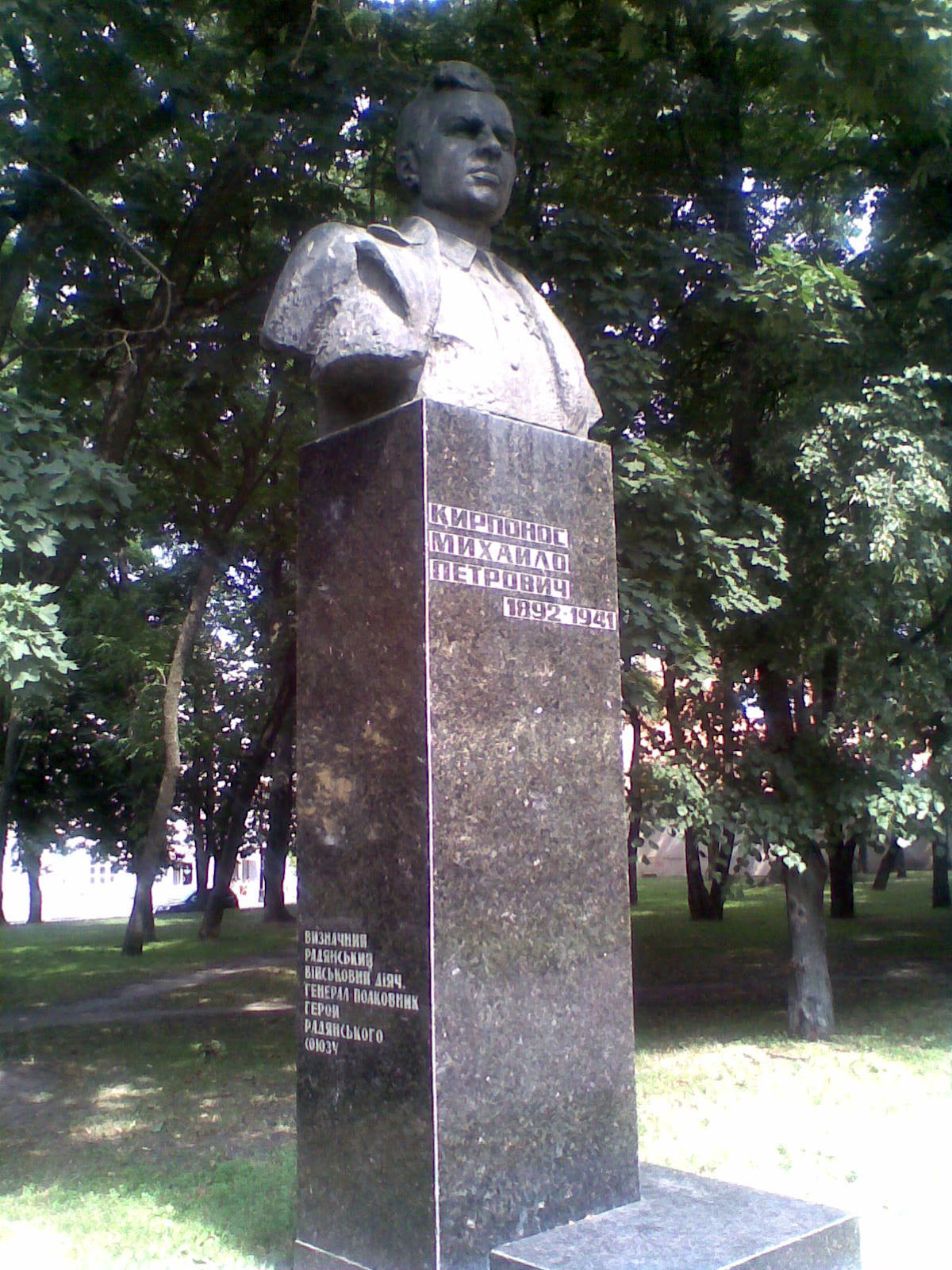
Памятник Кирпоносу в Чернигове
Могила Кирпоноса в Киеве
Памятник Кирпоносу в Киеве

## Документы
- Автобиография комбрига Кирпоноса М. П. от 31 октября 1938 г. // «Военно-исторический журнал». — 1989. — № 7. — С. 68—71.